# Esclaves de la beauté
Pour plus de détails, voir Fiche technique et Distribution.
Esclaves de la beauté (Slaves of Beauty) est une comédie dramatique muette américaine de 1927 réalisée par John G. Blystone et mettant en vedette Olive Tell, Holmes Herbert, Earle Foxe, Margaret Livingston et Sue Carol.

## Fiche technique
- Réalisation : John G. Blystone
- Production :Fox Film
- Durée : 60 minutes
- Date de sortie : 1927